# جيمس كولفين
جيمس كولفين هو مستكشف وسياسي نيوزيلندي، ولد في 4 أغسطس 1844 في دونيجال ‏ في جمهورية أيرلندا، وتوفي في 29 أكتوبر 1919 في ويلينغتون في نيوزيلندا. نشط حزبياً في الحزب الليبيرالي النيوزيلندي. وقد انتخب عضو مجلس النواب النيوزيلندي ‏.